# Andreas Koritensky
Andreas Koritensky (* 1971 in Neunkirchen (Saar)) ist ein deutscher Philosoph.

## Leben
Er studierte von 1991 bis 1994 und von 2000 bis 2002 katholische Theologie an der Universität Mainz, an der PTH Sankt Georgen und der Universität München. Von 1992 bis 1996 studierte er Philosophie an der PTH St. Georgen und der Hochschule für Philosophie in München. Er erwarb den Magister Artium 1996 in Philosophie an der Hochschule für Philosophie, die Promotion 2001 in Philosophie an der Hochschule für Philosophie, das Diplom 2002 in katholischer Theologie an der Universität München, die Habilitation 2010 in Philosophie an der Hochschule für Philosophie und die Promotion 2017 in katholischer Theologie an der Theologischen Fakultät Paderborn. Von 2000 bis 2002 war er wissenschaftlicher Koordinator des DFG-Graduiertenkollegs Der Begriff der religiösen Erfahrung in der europäischen Religion und Religionstheorie und sein Einfluss auf die außereuropäischen Religionen – München. Von 2002 bis 2004 war er Postdoktorand des Graduiertenkollegs Der Begriff der religiösen Erfahrung – München. Als Lehrbeauftragter unterrichtete er von 2002 bis 2007 Religionsphilosophie und Philosophiegeschichte an der Hochschule für Philosophie. Von 2007 bis 2009 war er Research Scholar an der Georgetown University mit einem Feodor-Lynen-Stipendium der Alexander von Humboldt-Stiftung und der Georgetown University. Von 2010 bis 2016 war er wissenschaftlicher Mitarbeiter an der Theologischen Fakultät Paderborn. Von 2011 bis 2018 lehrte er als Privatdozent an der Hochschule für Philosophie mit einem Lehrauftrag für Religionsphilosophie und Philosophiegeschichte. Von 2016 bis 2018 war er Referent für Theologische Grundlagenarbeit und Exerzitien im Erzbischöflichen Generalvikariat Paderborn. Den Lehrstuhl für Systematische Philosophie übernahm er 2018 an der Theologischen Fakultät Paderborn.
Seine Schwerpunkte sind Sprachphilosophie (insbesondere die Philosophie Ludwig Wittgensteins) und Erkenntnistheorie, die praktische Philosophie des Aristoteles und ihre moderne Rezeption (Virtue Epistemology und die Erkenntnistheorie John Henry Newmans) und die Erfahrungskomponente in der Metaphysik Plotins.

## Schriften (Auswahl)
- Wittgensteins Phänomenologie der Religion. Zur Rehabilitierung religiöser Ausdrucksformen im Zeitalter der wissenschaftlichen Weltanschauung (= Münchener philosophische Studien. Neue Folge. Band 20). Kohlhammer, Stuttgart 2002, ISBN 3-17-017270-0 (zugleich Dissertation, Hochschule für Philosophie München 2001).
- John Henry Newmans Theorie der religiösen Erkenntnis (= Münchener philosophische Studien. Neue Folge. Band 31). Kohlhammer, Stuttgart 2011, ISBN 978-3-17-021830-7 (zugleich Habilitationsschrift, Hochschule für Philosophie München 2010).
- als Herausgeber mit Bernd Irlenborn: Analytische Religionsphilosophie (= Neue Wege der Forschung. Philosophie). Wissenschaftliche Buchgesellschaft, Darmstadt 2013, ISBN 978-3-534-24912-1.
- Glaube, Vernunft und Charakter. Virtue Epistemology als religionsphilosophische Erkenntnistheorie (= Münchener philosophische Studien. Neue Folge. Band 33). Kohlhammer, Stuttgart 2018, ISBN 3-17-034473-0 (zugleich Dissertation, Theologische Fakultät Paderborn 2017).